# Archibald Lybrand

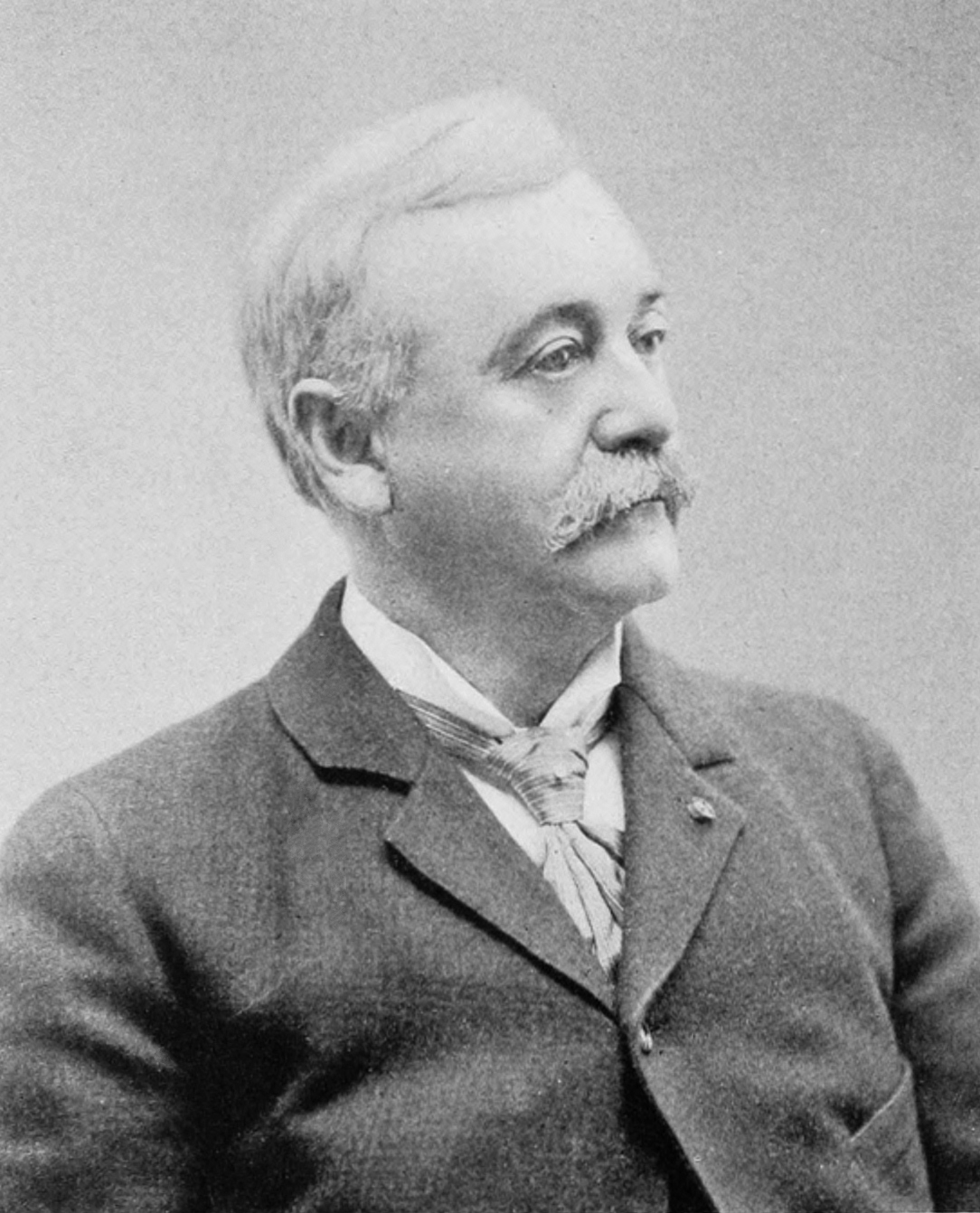
Archibald Lybrand

Archibald Lybrand (* 23. Mai 1840 in Tarlton, Pickaway County, Ohio; † 7. Februar 1910 in Daytona, Florida) war ein US-amerikanischer Politiker. Zwischen 1897 und 1901 vertrat er den Bundesstaat Ohio im US-Repräsentantenhaus.

## Werdegang
Im Jahr 1857 zog Archibald Lybrand nach Delaware im Delaware County. Er besuchte die öffentlichen Schulen seiner jeweiligen Heimat und die Ohio Wesleyan University in Delaware. Während des Bürgerkrieges diente er zwischen 1861 und 1864 in verschiedenen Einheiten im Heer der Union, in dem er bis zum Hauptmann aufstieg. Nach dem Krieg kehrte er nach Delaware zurück, wo er im Jahr 1869 Bürgermeister wurde. Nach einem Jurastudium wurde er im Jahr 1871 als Rechtsanwalt zugelassen. Er war als Landbesitzer in der Landwirtschaft und im Handel tätig. Von 1881 bis 1885 war er Posthalter in Delaware. Politisch wurde er Mitglied der Republikanischen Partei.
Bei den Kongresswahlen des Jahres 1896 wurde Lybrand im achten Wahlbezirk von Ohio in das US-Repräsentantenhaus in Washington, D.C. gewählt, wo er am 4. März 1897 die Nachfolge von Luther M. Strong antrat. Nach einer Wiederwahl konnte er bis zum 3. März 1901 zwei Legislaturperioden im Kongress absolvieren. In diese Zeit fiel der Spanisch-Amerikanische Krieg von 1898. Im Jahr 1900 wurde er von seiner Partei nicht mehr zur Wiederwahl nominiert.
Nach dem Ende seiner Zeit im US-Repräsentantenhaus nahm Archibald Lybrand seine früheren Tätigkeiten wieder auf. Er starb am 7. Februar 1910 in Daytona und wurde in Delaware beigesetzt.